# スタンドアップパドルボード

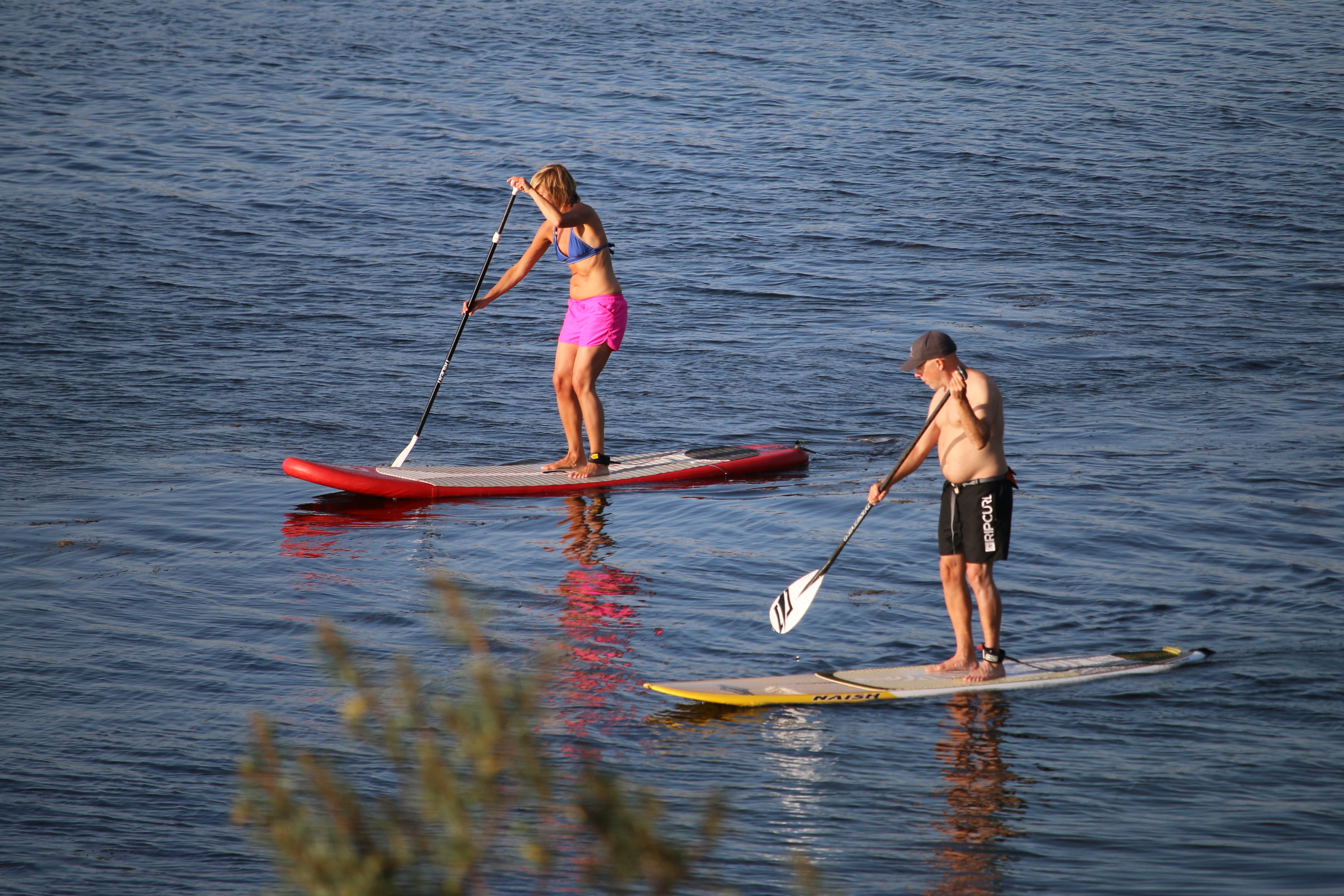
スウェーデンにおけるSUP

スタンドアップパドルボード（standup paddleboard）は、サーフィンの一種としてのウォータースポーツである。このスポーツで用いられるボードのことも指す。サーフボードの上に立ち、一本のパドルで左右を交互に漕ぎ、海・湖沼・河川などの水面を進む。スタンド・アップ・パドルボード（standup paddleboard）の頭文字をとってSUP（サップ）とも呼ばれ、SUPサーフィンや立ちこぎボードなどと呼ばれることもある。
ハワイ語ではhoe he'e naluであり、大きなサーフボードの上に立ち、パドルを使って漕ぐ乗り方を指す。

## 歴史

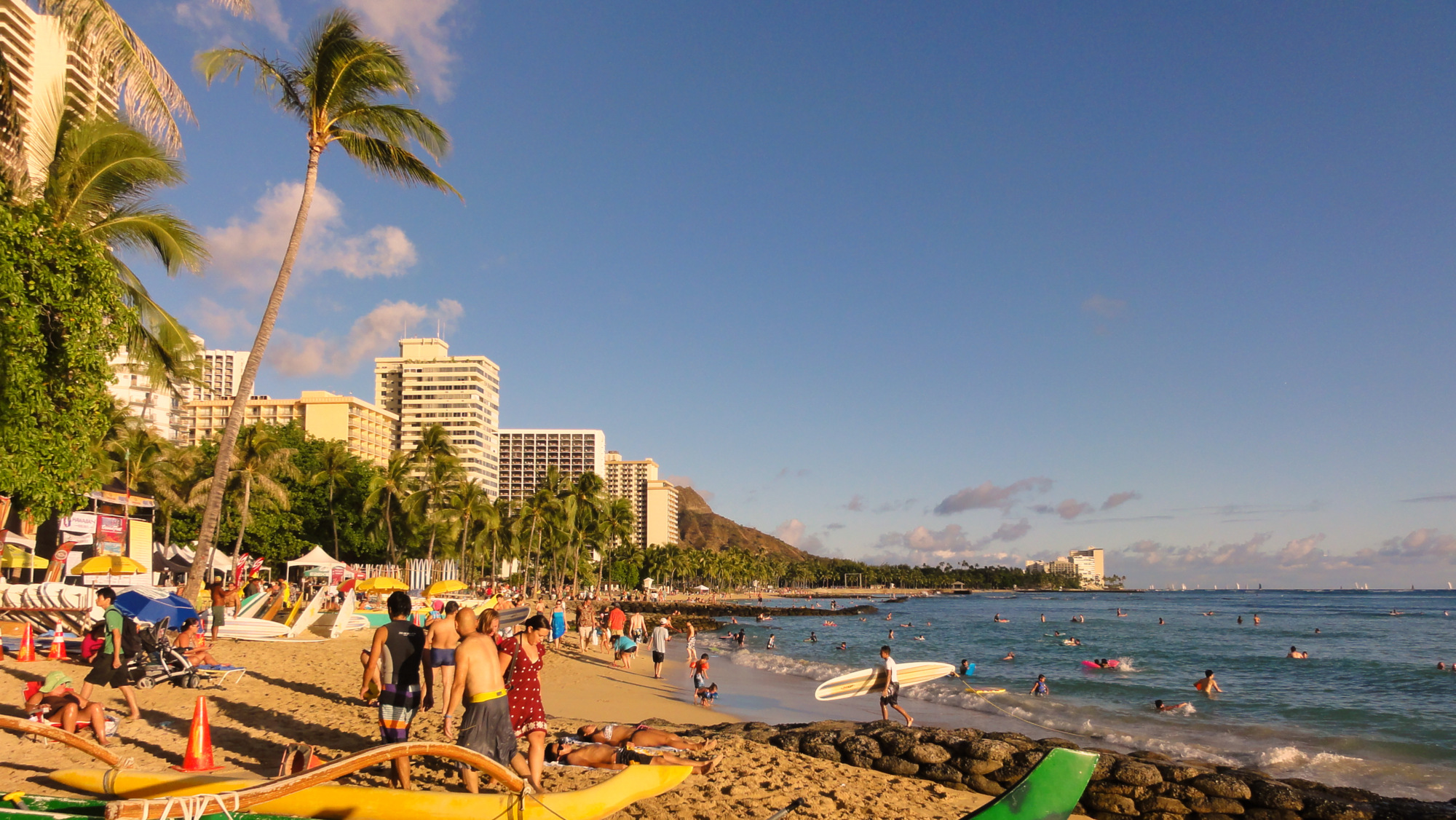
SUPが生まれたワイキキビーチ

サーフィン用のボードは通常、つかまって泳いだり、上に座るかうつ伏せになって波乗りのタイミングを待ったりする。1960年代、アメリカ合衆国ハワイ州オアフ島ワイキキのビーチボーイズらによってSUPが始められ、大きなサーフボードの上でパドルを使って漕ぐ乗り方が生まれた。 
近年になり、ハワイのマウイを拠点とするビッグウェイヴサーファーのレイヤードハミルトンやデイブカラマ、マカハビーチボーイズ、オアフ島のブライアン・ケアルラナや、デイブ・パーメンター等によって再び注目を浴びるようになる。 当初はトゥインサーフィンの足腰の練習用として始められたが、これによって沖からのテイクオフもパドルを使う事により可能になり、ロングボードのターンにもパドルがより有効な事が認知された。

## 特徴

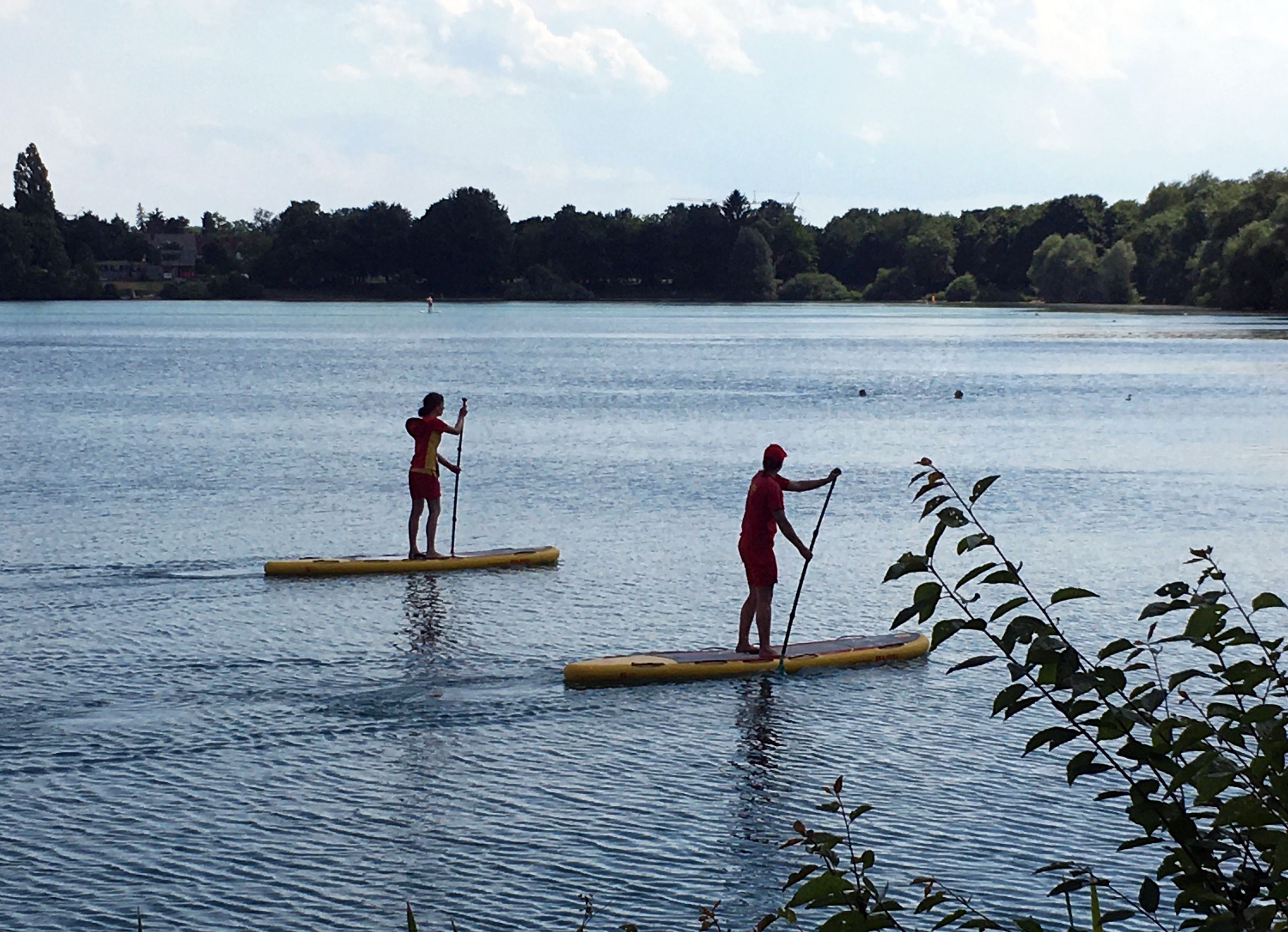
湖におけるSUP（ドイツ）

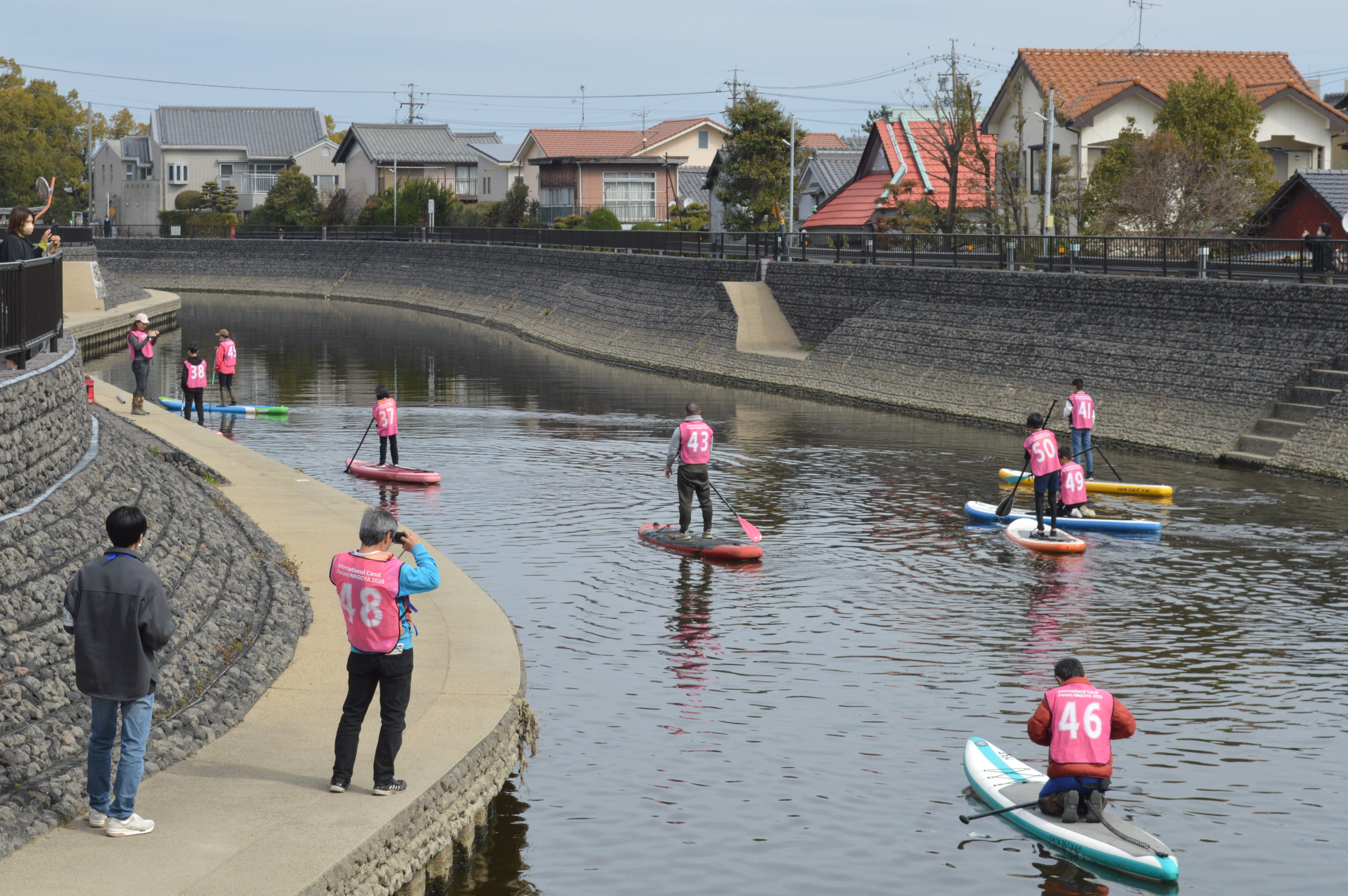
河川におけるSUP（蟹江川）

長距離を移動する事も可能であり、波や風の無いフラットな海水面でも楽しめる事から、ハワイでは子供から高齢者まで許容範囲の広いマリンスポーツとして注目されている。不安定なボードの上に乗ってバランスを取ることにより全身運動につながり、股、太もも、首、ひざ等が鍛えられるエクササイズ効果がある事も魅力の一つとされている。釣りでの1人乗りボートの代わりや水上でのヨガに使われることもある。
日本にも伝わり、湖や流れが緩い河川を含めて楽しまれるようになった。日本スタンドアップパドルボード協会（神奈川県横浜市）や日本シティサップ協会（大阪市）など全国規模またはSUPが盛んな地域での愛好者の集まりやチーム、業界団体も複数設立されている。

### 事故
死亡例を含む水難事故も起きており、海上保安庁は2018年、安全指針（ウォーターセーフティガイド）を策定した。事前に天候を調べ、救命胴衣（ライフジャケット）を着用し、ボードと離れ離れにならないように足とリーシュコードで結びつけて水に出ることを勧めている。遭難時に通報できるよう防水袋に入れた携帯電話も持って出ることも呼び掛けている。日本スタンドアップパドル協会は2022年10月、SUP用品販売店の認定制度を導入し、ライフジャケット着用など来店客への安全指導を求めている。
2022年の海上保安庁のまとめによると、同年12月16日までのSUPによる海難事故は年70人と過去最多を更新。離岸流や風の影響で岸に戻れなくなるケースが見られた。

## 分類

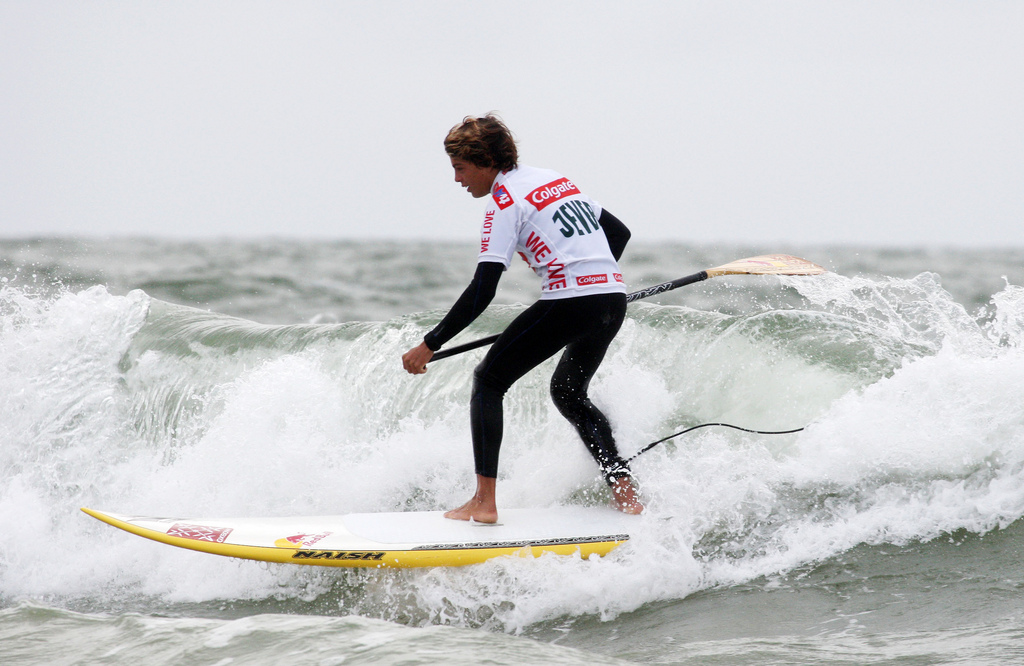
競技としてのSUP

- ウェーブライディング - サーフィンやボディボードのように波が形成する斜面を滑走する。
- クルージング - 海や湖、川をボードに乗って移動したり、レースをしたりする。
- サップヨガ - 水の上に浮かべた、スタンドアップパドルボードの上で行うヨガのことを指す。陸でのヨガとは異なり、水の上でユラユラ揺れるボードの上で行なうサップヨガは、より体幹をしっかり意識することになり、身体の内側インナーマッスルを鍛えることができる。また、自然の中で行うことで、室内で行うヨガとはまた違ったストレス発散の効果が見込まれる[6]。

## 道具

### ボード

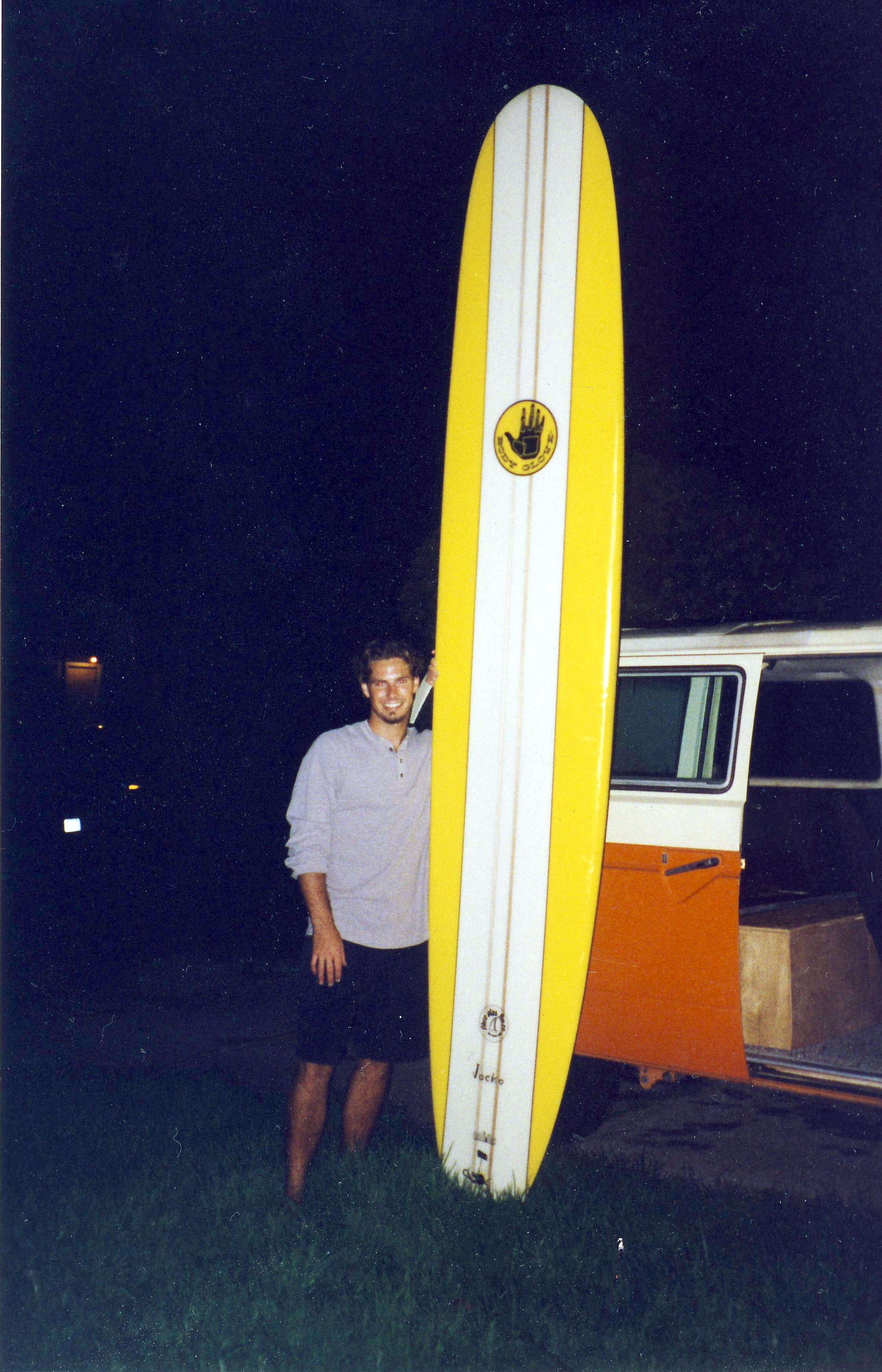
ロングボード

一般的には、9フィート（約274.3cm）以上のロングボードと呼ばれているものが使用される。近年は専用のボードが開発されている。ボードに厚みや幅を広く作る事で浮力・安定感を持たせたり、スピードが出るような形状にしたりしたものがある。上級者であれば、ショートボードでも可能であり、基本的な定義はない。

### パドル
立った状態で漕げるように、身長に合わせたパドルが使用される。更に漕ぎやすくするためにグリップの形状も改良され、ブレードに角度がついたものが主流になってきている。

### リーシュコード
サーフボードと体を結ぶ紐状のもの。リーシュコードの他に、流れ止め、パワーコードとも呼ぶ。ロングボード用など長めのものが使用される。